# Cephalochrysa nigra
Cephalochrysa nigra är en tvåvingeart som beskrevs av James 1962. Cephalochrysa nigra ingår i släktet Cephalochrysa och familjen vapenflugor. Inga underarter finns listade i Catalogue of Life.